# Biserica de lemn din Slătioara, Suceava
Biserica de lemn „Sfinții Arhangheli Mihail și Gavriil” din Slătioara este un lăcaș de cult ortodox construit în anul 1797 în satul Slătioara din comuna Râșca aflată în județul Suceava. Edificiul religios are hramul Sfinții Arhangheli Mihail și Gavriil, sărbătorit la data de 8 noiembrie.
Biserica de lemn din Slătioara nu a fost inclusă pe Lista monumentelor istorice din județul Suceava, deși are o vechime mare.

## Istoricul bisericii
În anul 1797, egumenul Chiril Râșcanul de la Mănăstirea Râșca (urmând pilda starețului Paisie Velicicovschi de la Mănăstirea Neamț, care strămutase satele aflate în apropierea Mănăstirilor Neamț și Secu, pe motiv că satele strică moralul vieții ascetice) a cerut Divanului domnesc strămutarea satului Râșca de pe vatra mănăstirii. Domnitorul Constantin Ipsilanti a dat poruncă de strămutare a satului, Mănăstirea Râșca fiind obligată să-i despăgubească pe săteni de cheltuiala de casă și de strămutare și să le dea alt teren de pământ pe moșia mănăstirii, unde să-și construiască case. 
O parte dintre săteni s-au mutat peste râul Râșca, la mai mult de 1 km de mănăstire, iar egumenul Chiril le-a construit acolo Biserica "Sf. Voievozi" (în prezent aflată în satul Praxia din comuna Fântâna Mare). O altă parte din săteni au ajuns până în localitatea de astăzi Slătioara, unde starețul Chiril le-a construit o biserică de lemn, în același an cu cea din Râșca și purtând hramul "Sf. Arhangheli Mihail și Gavriil". Odată cu sătenii din Râșca strămutați la Slătioara, s-au stabilit acolo și ardeleni refugiați din calea persecuțiilor religioase din Ardeal care au întemeiat satul Buda, pe care au denumit-o după capitala Regatului Ungariei, orașul Buda (astăzi Budapesta). 
De-a lungul timpului, în această biserică au slujit atât ieromonahi de la Mănăstirea Râșca, cât și preoți de mir. Pe o Evanghelie tipărită în 1794 există următoarea însemnare: “Aceasta Sfântă Evanghelie s-a cumpărat de satul Valea Slatinei, prin osteneala preotului Constantin și prezbitera sa Maria, ca să fie pomeniți. Decembrie, 1805.” 
Deoarece comunitatea ortodoxă din sat era destul de redusă numeric, biserica de lemn din Slătioara a funcționat până în anul 1930 ca filie a Parohiei Râșca. Pe măsură ce populația a crescut numeric și după adoptarea calendarului îndreptat în Biserica Ortodoxă Română în anul 1924, a devenit necesară înființarea unei parohii ortodoxe în satul Slătioara, cu un preot stabil. 
La inițiativa învățătorului Vasile Gh. Ciocan din Slătioara care a efectuat toate demersurile necesare și a obținut aprobarea forurilor competente (Ministerul Cultelor și Mitropolia Moldovei), la data de 1 ianuarie 1930, Biserica Slătioara a devenit Parohia Slătioara, care urma să aibă jurisdicție asupra a trei sate: Slătioara, Buda și Dumbrăveni. 
Printre preoții care au slujit în Parohia Slătioara sunt menționați următorii: Traian Giosu din Păltiniș – Dorohoi (1930-1931), Ilie Anisescu din Târpești - Neamț (1931-1935), Dumitru Grigoraș din Orășeni - Botoșani (1935-1939), Alexandru Zaharescu din Rucăr – Muscel (1939-1947), Dumitru Popa din satul Țolești - Suceava (1947-1957), arhimandritul Macarie Brabete (1957-1964), ieroschimonahul Alexa Poliaciuc (1964-1965), protosinghelul Augustin Hanganu (1965-1979), Vasile Bostan (din 1979).
Între anii 1931-1935, parohul Ilie Anisescu a construit casa parohială și turnul clopotniță din lemn. Biserica și turnul clopotniță au fost restaurate în perioada 1957-1964 de către arhimandritul Macarie Brabete. 
Ca urmare a strădaniei preotului Vasile Bostan, între anii 1980-1988, a fost construită în sat, lângă biserica veche din lemn, o biserică impunătoare de zid care a devenit biserică parohială.

## Arhitectura bisericii
Biserica de lemn din Slătioara este construită simplu, din bârne din lemn de brad îmbinate. Ea are o înălțime de 9 metri. Biserica stă pe o temelie din piatră și este acoperită cu draniță. Lăcașul de cult nu este pictat în interior, ci doar tencuit cu mortar de var. Catapeteasma este realizată în anul 1848, având trei rânduri de icoane, pictate în acel an de ieromonahul Ilarie. 
Turnul clopotniță al bisericii datează din perioada 1931-1935 când a fost construit de către parohul Ilie Anisescu.
În jurul bisericii se află un mic cimitir parohial, unde a fost înmormântat printre alții pictorul bisericesc prof. Constantin Călinescu (1 mai 1907 - 2 noiembrie 1985), care a început pictura bisericii monumentale din Slătioara.

## Imagini

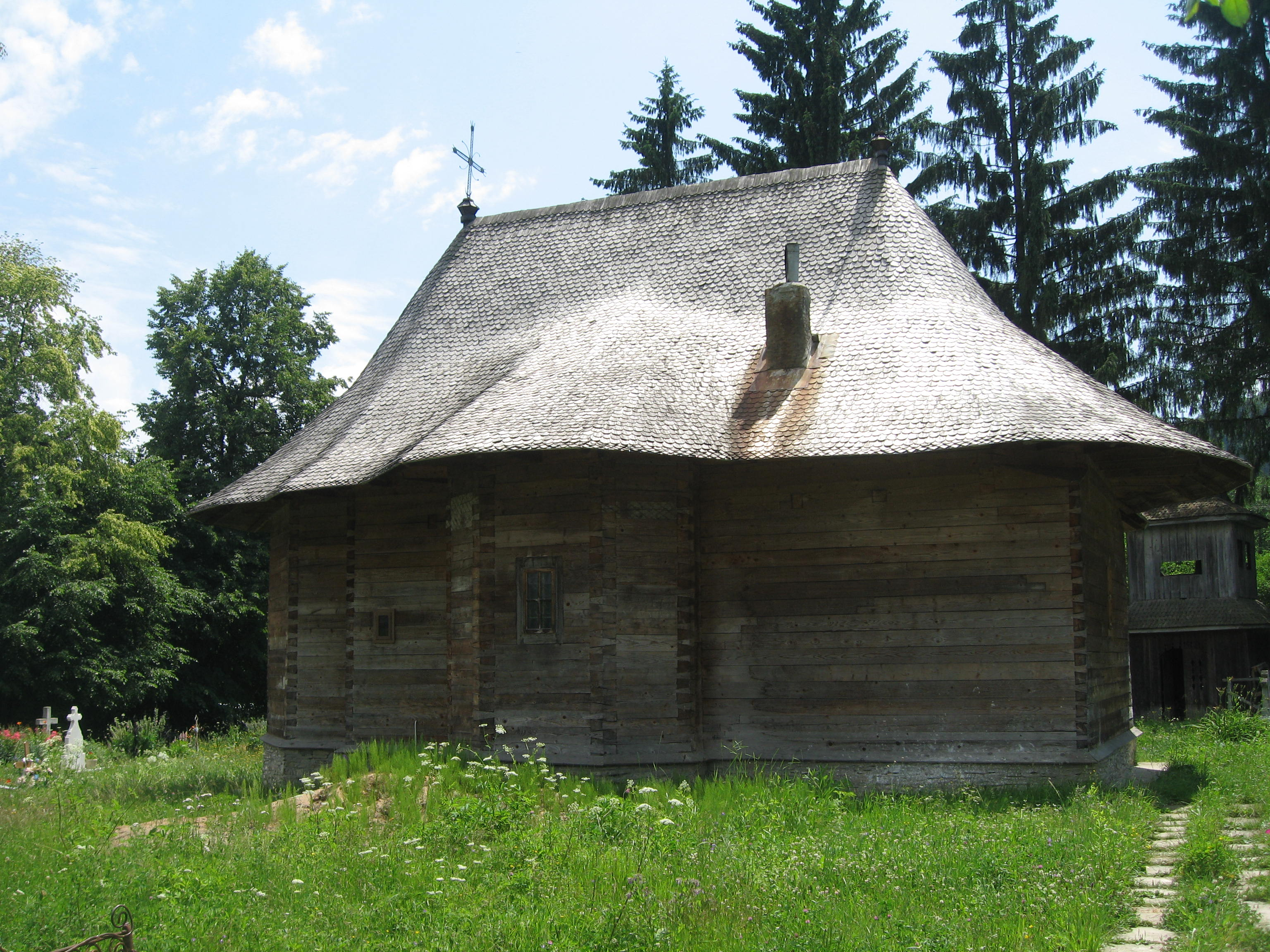
Biserica veche
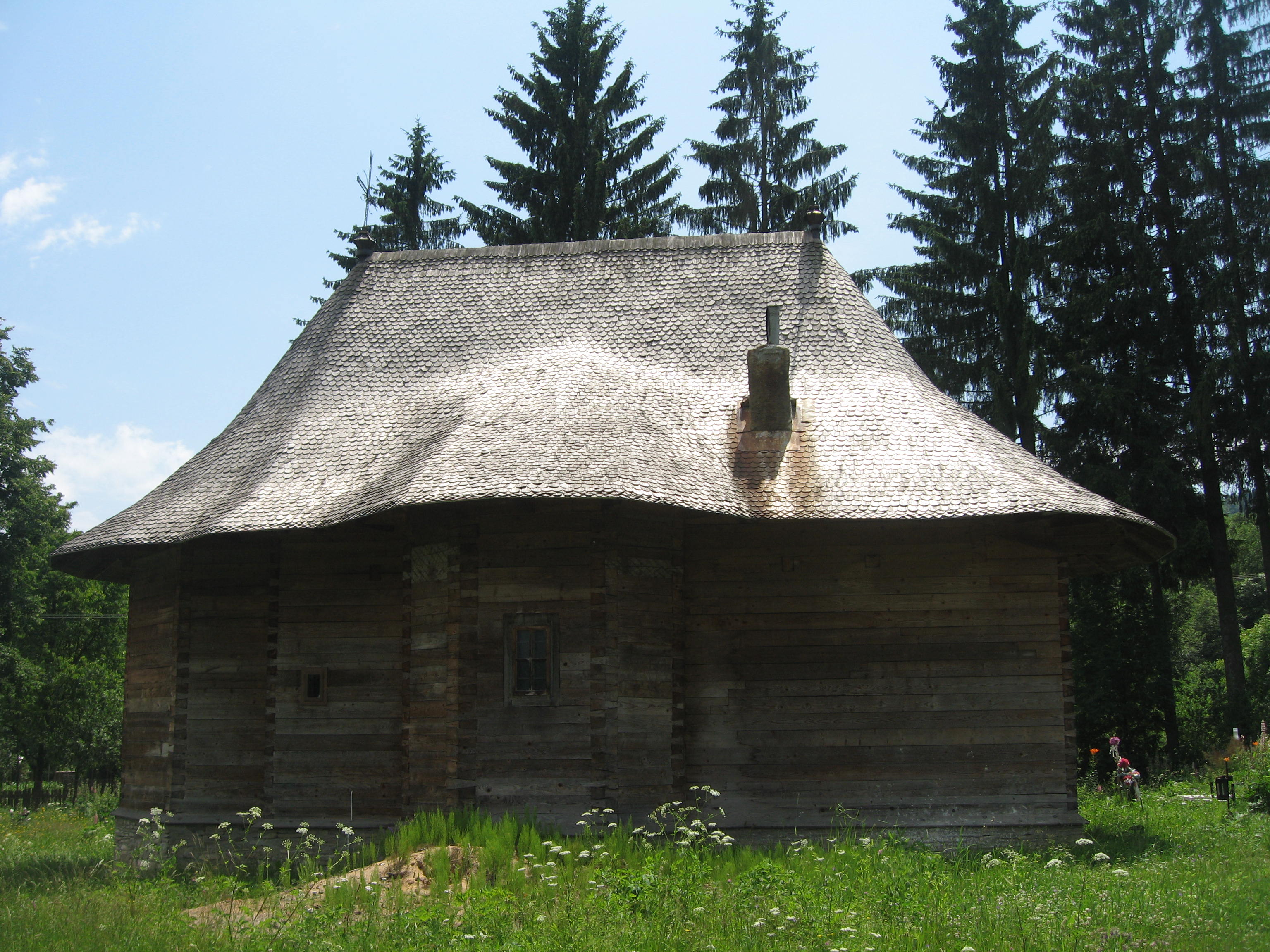
Biserica veche
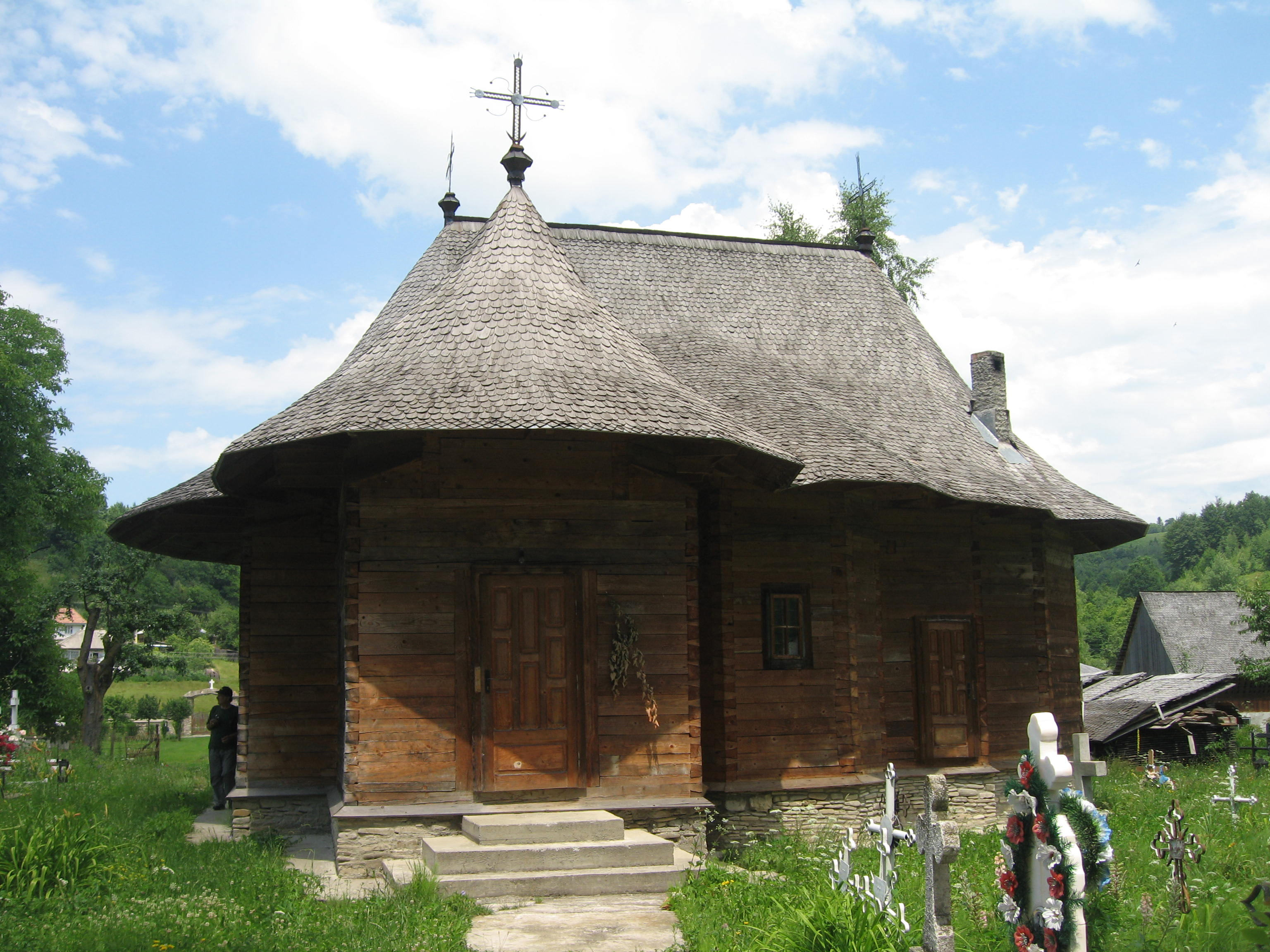
Biserica veche
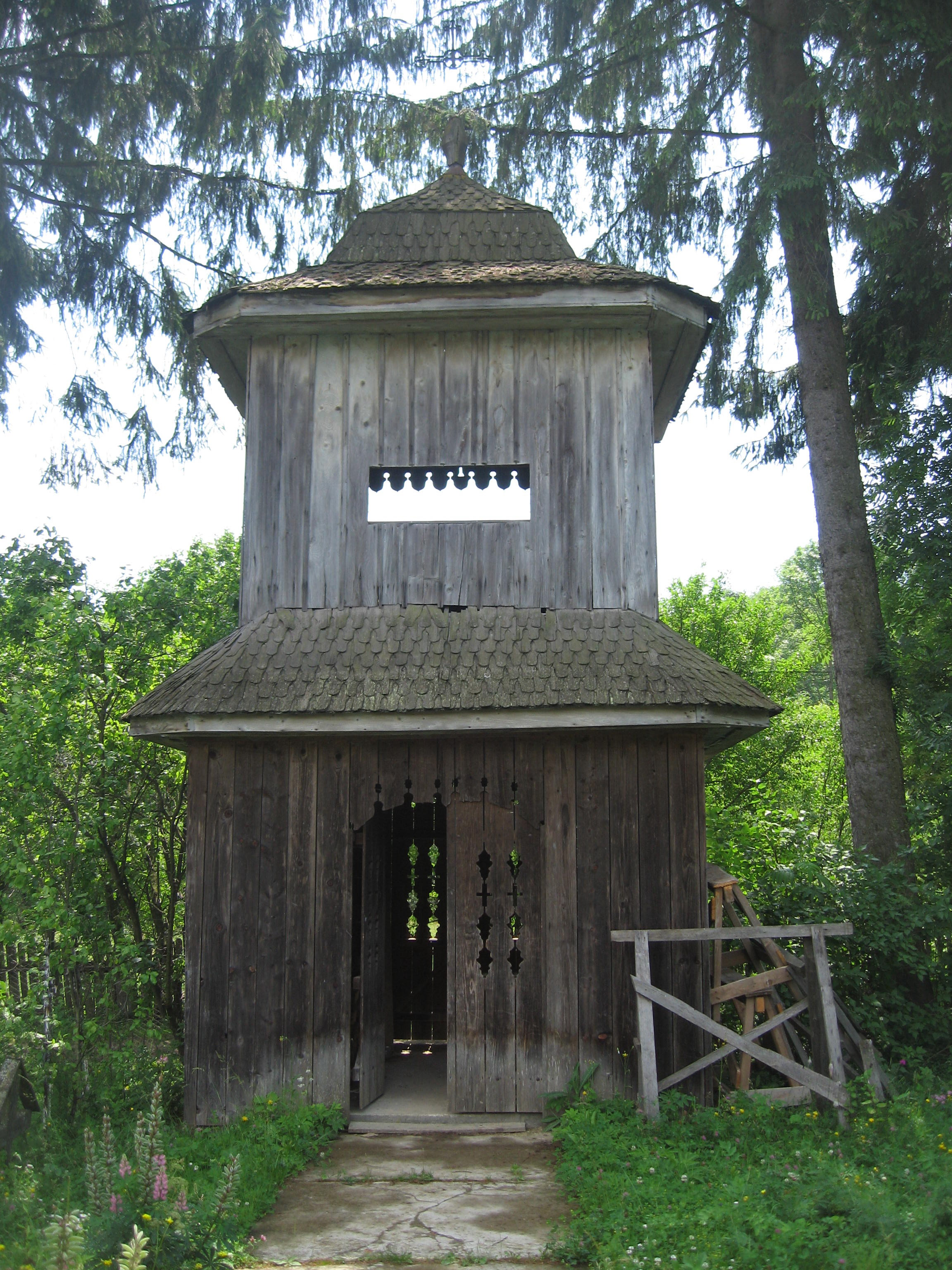
Turnul clopotniță
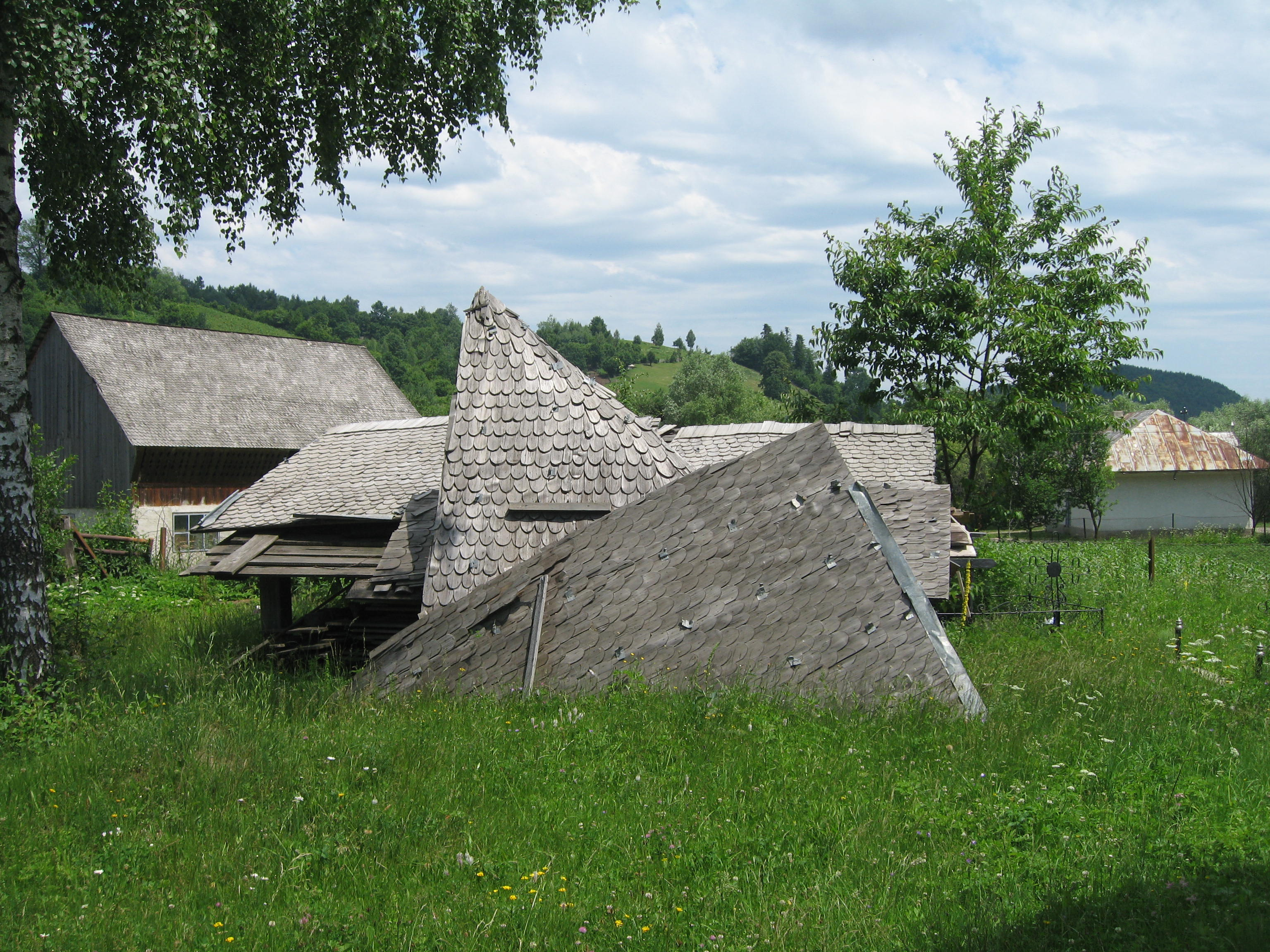
Resturi din șindrila care a acoperit biserica și turnul clopotniță
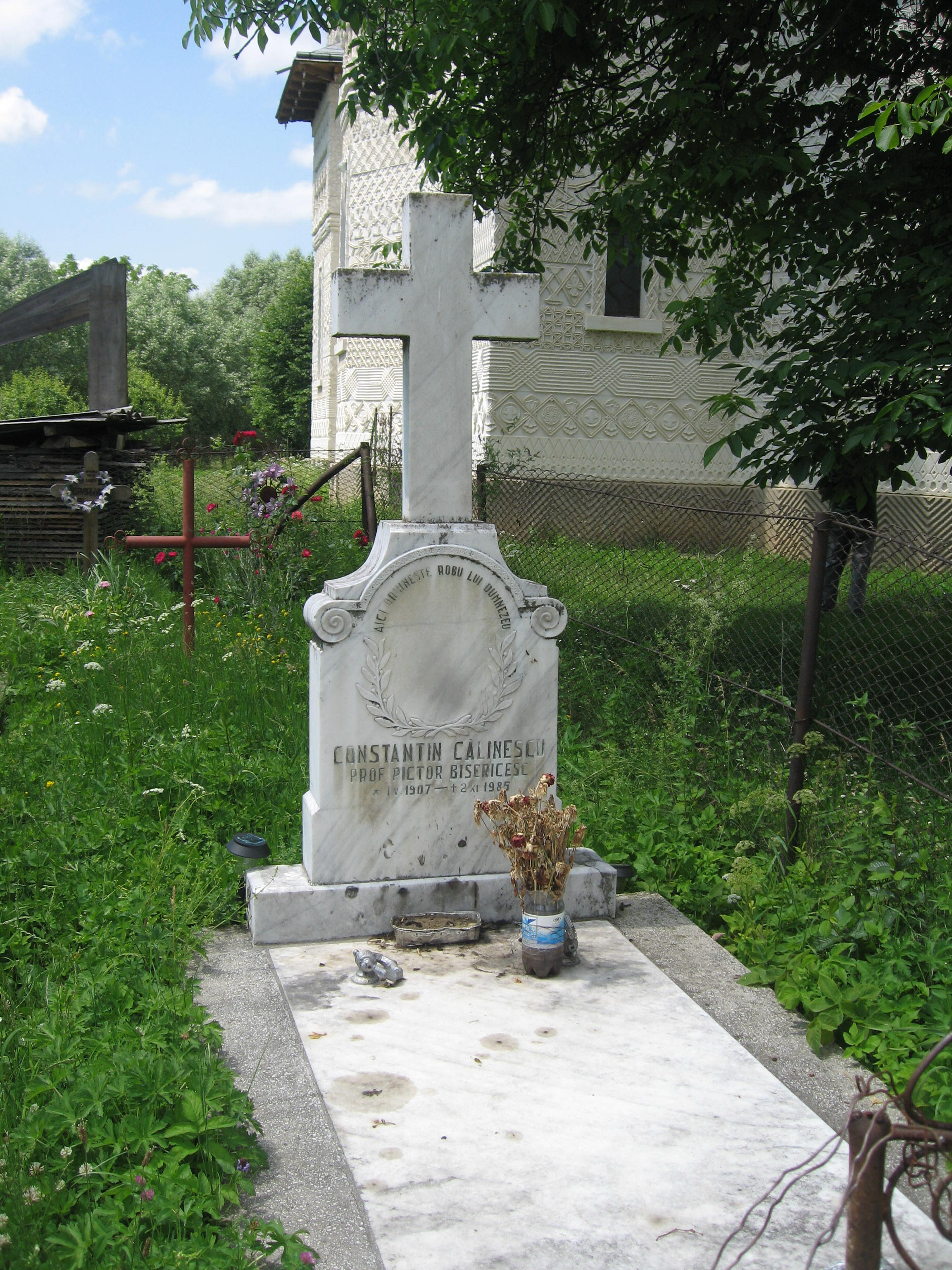
Mormântul pictorului bisericesc prof. Constantin Călinescu (1 mai 1907 - 2 noiembrie 1985) în curtea bisericii de lemn din Slătioara